# Stefano Giuliani
Stefano Giuliani, nacido 2 de enero de 1958 en Castilenti, es un ciclista italiano que fue profesional de 1983 a 1991.

## Biografía
Stefano Giuliani sobre todo destacó en el Giro de Italia. Ganó la decimonovena etapa en 1988 en Arta Terme gracias a la clemencia de su compañero de escapada Urs Zimmermann. También ganó en 1989 en Potenza la quinta etapa. Obtuvo también una segunda plaza en la decimocuarta etapa del Giro de Italia 1986 y otro tercer puesto de etapa en el Giro de Italia 1989.
Después de dejar el ciclismo se convirtió en director deportivo de equipos como el Cantina Tollo, el Mobilvetta, el Formaggi Pinzolo Fiavè, el Vini Fantini-Selle Italia y en la actualidad al Vini Fantini-Nippo.
Su hija está casada con Danilo Di Luca.

## Palmarés
1985
- 3º en el Campeonato de Italia en Ruta

1988
- 1 etapa del Giro de Italia

1989
- 1 etapa del Giro de Italia

## Resultados en las grandes vueltas
| Carrera         | 1983 | 1984  | 1985 | 1986 | 1987 | 1988 | 1989 | 1990  | 1991 |
| --------------- | ---- | ----- | ---- | ---- | ---- | ---- | ---- | ----- | ---- |
| Giro de Italia  | -    | 120.º | 63.º | 66.º | -    | 56.º | 88.º | 58.º  | Ab.  |
| Tour de Francia | -    | -     | -    | -    | Ab.  | Ab.  | -    | -     | -    |
| Vuelta a España | -    | 90.º  | -    | -    | -    | -    | -    | 132.º | -    |